# John Lennox
John Carson Lennox (Armagh, Irlanda do Norte, 7 de novembro de 1943) é um matemático, filósofo da ciência, apologista cristão e professor de matemática da Universidade de Oxford. Ele é conselheiro do Green Templeton College, Oxford  e um Fellow em matemática e filosofia da ciência pela mesma universidade.

## Biografia

### Juventude
John Lennox nasceu em 1943 na Irlanda do Norte e cresceu em Armagh. Seu pai era comerciante. Ele se graduou na The Royal School de Armagh, e se tornou um pesquisador sênior da Universidade de Cambridge, onde, em 1962, participou das últimas palestras do lendário Clive Staples Lewis sobre o poeta John Donne. Lennox obteve MA e PhD pela Universidade de Cambridge. Ele ainda foi premiado com um D.Sc em matemática pela Universidade de Cardiff. Lennox possui também um D.Phil. pela Universidade de Oxford e um MA em bioética pela Universidade de Surrey.

### Carreira
Ao completar seu doutorado, Lennox mudou-se para Cardiff, País de Gales, e se tornou um pesquisador de destaque em Matemática pela Universidade do País de Gales. Quando completou 29 anos, Lennox iniciou um "tour" por diversas universidades, permanecendo um ano em cada uma delas.  Durante seu tour acadêmico, ele visitou as universidades de Wurtzburgo, Friburgo em Brisgóvia (como um fellow da Fundação Alexander von Humboldt) e Viena. Durante esse período, ele ainda lecionou matemática e apologética na Europa Ocidental, Rússia e América do Norte. Ele publicou mais de 70 artigos científicos matemáticos revisados por pares e foi co-autor de duas monografias matemáticas pela Universidade de Oxford.
Além de matemática, Lennox leciona Ciência e Religião na Universidade de Oxford. Ele é autor de uma série de livros sobre ciência, religião e ética. Dentre eles, destacam-se: Informetika (2001), Budapeste: Hat die Wissenschaft Gott begraben?(A Ciência Enterrou Deus?) (2002), Brockhaus (2002), Worldview (2004) (3 volumes em russo e ucraniano), "Por que a Ciência Não Consegue Enterrar Deus" (2011). Seu livro mais recente é Deus e Stephen Hawking: de Quem é o Projeto Afinal? (2011)
Ele tem palestrado em diversos países diferentes, tanto em conferências quanto em universidades, incluindo inúmeras viagens para os países da extinta União Soviética. No dia 14 de março de 2012, ele apresentou uma edição do broadcast "Lent Talks" da BBC. Lennox também palestrou no fórum Veritas sobre o problema do mal. Recentemente virou um fellow do Fórum Trinity, uma Organização sem fins lucrativos cristã que desenvolve líderes para fomentar a renovação cultural.

### Debates

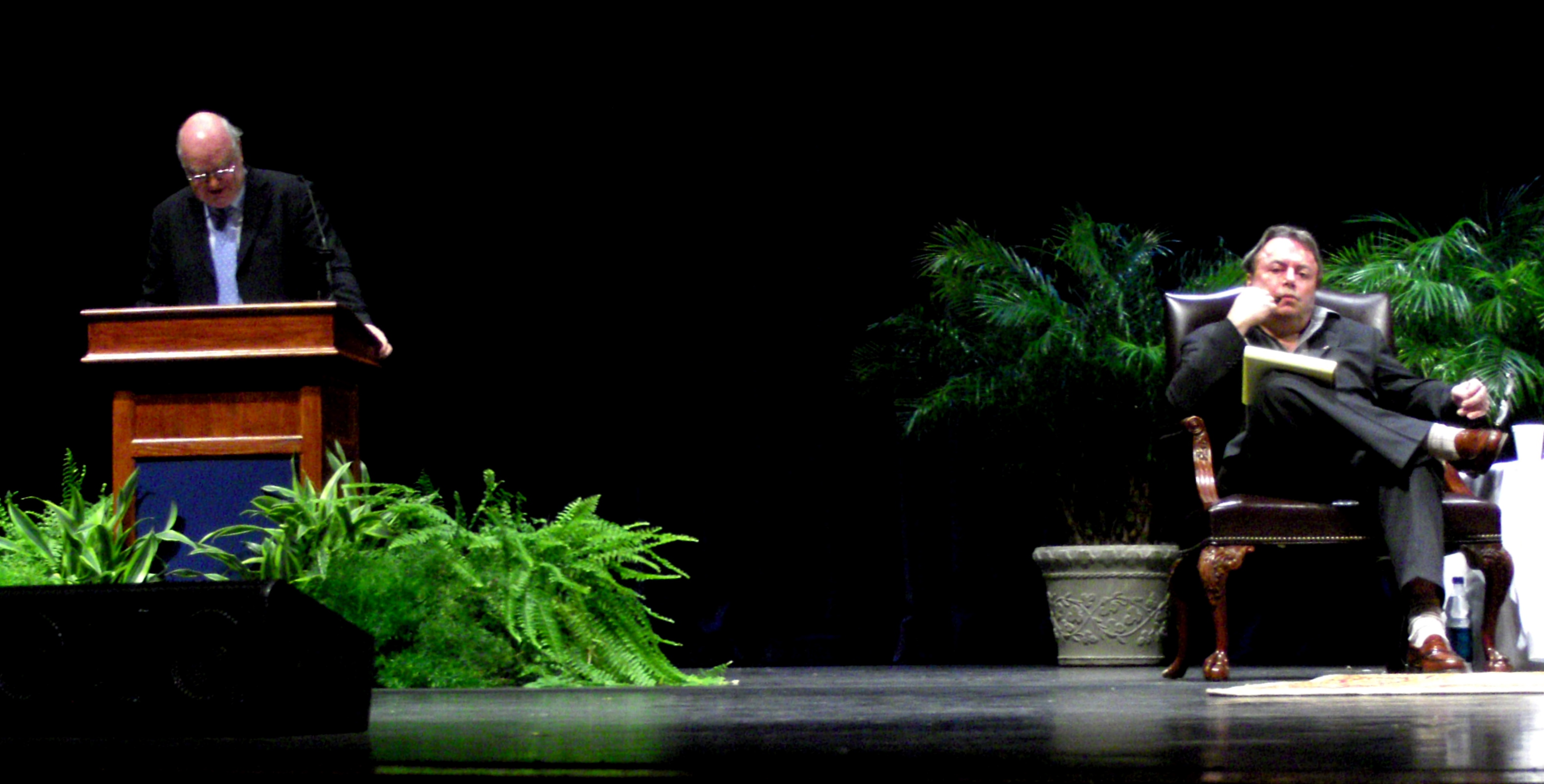
Lennox (esquerda) debatendo com Christopher Hitchens no Alabama em 2009

Lennox tem participado de diversos debates com famosos ateus como Christopher Hitchens, Michael Shermer, Lawrence Krauss, Stephen Law, Peter Singer e Richard Dawkins.
- No dia 3 de outubro de 2007, Lennox debateu com Richard Dawkins na Universidade do Alabama em Birmingham sobre as visões de Dawkins expressas em seu livro The God Delusion. O debate foi transmitido para milhões de pessoas em todo o mundo e foi descrito pelo Wall Street Journal como "uma revelação: no Alabama, um debate civilizado sobre a existência de Deus".[6]

- Os Professores Lennox e Dawkins se reencontraram em abril de 2008 na Universidade de Oxford a fim de expandir tópicos deixados de lado na discussão de 2007.[7]

- No dia 9 de agosto de 2008, Lennox debateu com Christopher Hitchens no Festival Internacional de Edimburgo, na Escócia sobre a indagação se a Europa deve abandonar seu passado religioso e acolher o Novo Ateísmo.[8]

- No dia 23 de agosto de 2008, Lennox debateu com Michael Shermer em Sydney, Austrália, sobre a existência de Deus.[9]

- No dia 21 de Outubro de 2008, Lennox debateu pela terceira vez com Richard Dawkins no Museu de História Natural da Universidade de Oxford. O debate foi intitulado como "A ciência Enterrou Deus?" e centrado sobre essa questão.[10]

- No Dia 3 de Março de 2009, Lennox debateu com Christopher Hitchens pela segunda vez na Universidade de Samford em Birmingham sobre a questão "Deus é grande?" O debate abordou a validade de algumas das reivindicações de Hitchens em seu livro "Deus não é grande".

- Em Julho de 2011, Lennox debateu com Peter Singer em Melbourne, Austrália sobre o tema "Existe um Deus?"

## Vida pessoal
Lennox fala fluentemente Inglês, russo, francês e alemão. Ele é casado e tem três filhos e cinco netos. Seu irmão, Gilbert Lennox, é um Élder da Igreja de Glengormley. A escritora de hinos e cantora Kristyn Getty é sobrinha de John, sendo filha de Gilbert.

## Trabalhos
- Subgrupos Subnormais de Grupos (1987) ISBN 0-19-853552-X / ISBN 978-0-19-853552-2
- As Concepções-Chave da Bíblia (1997) com David W. Gooding ISBN 1882701410 / ISBN 9781882701414
- Cristianismo: Ópio ou Verdade? (1997) com David W. Gooding ISBN 1882701461 / ISBN 9781882701469
- A Definição do Cristianismo (2001) com David W. Gooding ISBN 1882701429 / ISBN 9781882701421
- A Ciência Enterrou Deus? (2002) ISBN 0-7459-5371-9
- A Teoria dos Grupos Solúveis Infinitos (2004) ISBN 0-19-850728-3 / ISBN 978-0-19-850728-4
- Por que a Ciência não Consegue Enterrar Deus (2011)
- Sete Dias que Dividem o Mundo: O Começo de Acordo com o Gênesis (2011) ISBN 0-310-49217-3
- Deus e Stephen Hawking: De Quem é o Projeto Afinal? (2011) ISBN 0-7459-5549-5
- Atirando em Deus: Uma Crítica do Neoateísmo (2011) ISBN 0-7459-5322-0
- Milagres (2013)
- A Bíblia e a Ética (2015) com David W. Gooding
- Contra a Correnteza (2015)
- Determinado a Acreditar (2017)
- A Ciência pode Explicar Tudo? (2019)

## Ligações Externas
- Site Oficial de John Lennox
- Fixed Point Foundation
- Entrevista com John Lennox, BBC Radio Oxford [ligação inativa]
- Deus, Um Delírio: O Debate - Richard Dawkins & John Lennox (legendado)